# Niels Laurits Nielsen
Niels Laurits Nielsen (* 19. Juni 1877 in Uggerslev; † 17. August 1946 in Maniitsoq) war ein dänischer Kaufmann und Maler.

## Leben
Niels Laurits Nielsen war der uneheliche Sohn des Bauern Mads Nielsen und Ane Kirstine Nicoline Iversens und wurde in einem Dorf bei Otterup im Norden von Fünen geboren. Er wurde als Schmied ausgebildet und kam 1902 nach Grönland, wo er in der Kryolithmine in Ivittuut als Schmied angestellt wurde. Nur ein Jahr später wurde er zum Udstedsverwalter und Fischereileiter in Kangaamiut ernannt. Am 6. August 1908 heiratete er in Kangaamiut die Grönländerin Gundil Tabitha Cecilie Kreutzmann (1886–1959). Sie war eine Tochter von Hans Kristian Otto Kreutzmann (1865–?) und Maria Bebiane Bolethe Kragh (1864–?) und damit eine Enkelin des Künstlers Jens Kreutzmann (1828–1899) und eine Nichte der Künstler Johannes Kreutzmann (1862–1940) und Kristoffer Kreutzmann (1867–1942). 1918 zog er nach Maniitsoq, wo er Fischereimeister wurde. Von 1920 bis 1921 war er Mitglied der Grønlandskommission.
Er begann in seinen späteren Jahren zu malen, ohne eine Ausbildung erhalten zu haben. Als der junge Maler Aage Gitz-Johansen auf seiner ersten Grönlandreise im Jahr 1933 Maniitsoq besuchte, unterrichtete er Niels Laurits Nielsen und prägte somit dessen Malereien. Niels Laurits Nielsen griff vor allem im Winter, wenn Fischerei unmöglich war, zum Pinsel und malte meist mit Fotografien als Vorlage grönländische Landschaften aus der Umgebung von Maniitsoq als Aquarelle und Ölgemälde, wobei er besonderen Wert auf das Licht legte. Seine Gemälde wurden in den 1930er und 1940er Jahren in Kopenhagen ausgestellt und befinden sich heute im Maniitsoq-Museum und im Grönländischen Nationalmuseum.
Niels Laurits Nielsen starb 1946 im Alter von 69 Jahren in Maniitsoq.